# William O'Connor
William O'Connor (Limerick, 15 juli 1986) is een Iers darter die de toernooien van de PDC speelt.

## Carrière

### 2010-2013
O'Connor maakte zijn debuut bij de PDC tijdens de UK Open van 2010. Hij wist tijdens dit toernooi te winnen van onder andere Mark Frost en Peter Wright. Hij verloor uiteindelijk in de vierde ronde van James Wade met 3-9 in legs. In oktober dat jaar kwalificeerde hij zich voor de World Grand Prix waar hij het in de eerste ronde opnam tegen Barrie Bates, O'Connor verloor met 2-0 in sets. Later in december vertegenwoordigde O'Connor de Republiek Ierland tijdens de eerste editie van de World Cup of Darts, hij deed dit samen met Mick McGowan. Ierland speelde in de eerste ronde tegen Slowakije en wonnen met 6-3 in legs. Ierland speelde hierna in de tweede ronde tegen Australië en verloren na een spannende wedstrijd met 6-5.
In 2011 speelde O'Connor wederom op de World Grand Prix waar hij in de eerste ronde verloor van Andy Smith met 2-0 in sets.
O'Connor speelde in 2012 wederom op de World Cup met McGowan. De Ieren waren in de eerste ronde met 5-2 in legs te sterk voor Maleisië. In de tweede ronde stuitte O'Connor en McGowan opnieuw op het Australische team, deze wedstrijd ging 4-0 verloren. Later dat jaar speelde O'Connor ook weer op de World Grand Prix maar kwam wederom niet verder dan de eerste ronde waar hij verloor van Vincent van der Voort met 2-1 in sets.
In 2013 speelde O'Connor met Connie Finnan op de World Cup. Ierland won in de groepsfase van het Deense team met 5-0 in legs en verloor van Zuid-Afrika met 5-4. In de tweede ronde was Japan met 5-3 te sterk. O'Connor bereikte dat jaar de derde ronde van de UK Open waar hij van Dave Chisnall verloor.

### 2013-2016
Hij speelde in 2014 weer met Connie Finnan op de World Cup waar zij in de eerste ronde verloren van Singapore met 5-3 in legs.
O'Connor speelde een succesvol toernooi op de UK Open van 2015. Hij begon in de tweede ronde en won zijn wedstrijden van Dean Winstanley, Mark Webster en Ian White. Hij verloor uiteindelijk in de vijfde ronde van Stephen Bunting met 9-6 in legs. Later dat jaar speelde O'Connor weer met Finnan op de World Cup waar zij in de eerste ronde met 5-0 van Polen wonnen en vervolgens verloren van Hongkong in de tweede ronde. Ook speelde O'Connor op de World Grand Prix van 2015. Het lukte hem echter weer niet om de eerste ronde te overleven na met 2-1 in sets verloren te hebben van Jamie Lewis.
In 2016 speelde O'Connor weer met Mick McGowan op de World Cup. De Ieren wonnen in de eerste ronde van Hongkong met 5-4 maar verloren vervolgens van Noord-Ierland in de tweede ronde.

### 2017-
Tijdens de UK Open 2017 bereikte O'Connor de vijfde ronde waar hij van Simon Whitlock verloor. Hij speelde dit jaar met McGowan op de World Cup waar zij in de eerste ronde van Polen wonnen maar vervolgens van Wales verloren in de tweede ronde. O'Connor verloor dat jaar in de derde ronde van de Players Championship Finals van Justin Pipe nadat hij de wedstrijden tegen Joe Murnan en Dave Chisnall had gewonnen.
In 2018 stond O'Connor voor het eerst op het World Darts Championship. Hij speelde in de eerste ronde tegen Steve Beaton en verloor met 3-1 in sets. Hij speelde dat jaar met Steve Lennon op de World Cup waar zij na een spannende wedstrijd verloren van België met 5-4 in legs.
Later dat jaar in juni speelde O'Connor een uitstekend toernooi op de European Darts Matchplay, een toernooi op de PDC Euro Tour. Hij bereikte de finale nadat hij wedstrijden tegen onder andere Rob Cross, Kim Huybrechts en Mensur Suljović had gewonnen. Hij verloor de finale van Michael van Gerwen met 8-2 in legs.
In december speelde O'Connor op het World Darts Championship 2019. Hij begon in de eerste ronde en won van Yordi Meeuwisse met 3-0 in sets. Vervolgens speelde hij in de tweede ronde tegen James Wilson en won met 3-2 in sets. O'Connor verloor uiteindelijk in de derde ronde van Ryan Searle met 4-1.
Door in september 2022 achtereenvolgend Pál Székely, Dimitri Van den Bergh, Michael Smith, José de Sousa en Nathan Aspinall te verslaan op de Hungarian Darts Trophy, bereikte hij voor de tweede keer een finale op de Euro Tour. Uiteindelijk bleek Joe Cullen met 8-2 te sterk.
Samen met Keane Barry kwam O'Connor op de World Cup of Darts 2025 uit voor Ierland. Het koppel eindigde in de groepsfase qua gewonnen wedstrijden, legsaldo en aantal punten precies gelijk met de duo's uit Gibraltar en China. Ierland ging door naar de knock-outfase op basis van het aantal breaks. In die fase versloeg het tweetal de spelers uit Zwitserland om de kwartfinale te bereiken. Daarin was het koppel uit Noord-Ierland, dat uiteindelijk het toernooi zou winnen, te sterk.

## Resultaten op Wereldkampioenschappen

### PDC
- 2018: Laatste 64 (verloren van Steve Beaton met 1-3)
- 2019: Laatste 32 (verloren van Ryan Searle met 1-4)
- 2020: Laatste 64 (verloren van Gerwyn Price met 2-3)
- 2021: Laatste 64 (verloren van Daryl Gurney met 2-3)
- 2022: Laatste 32 (verloren van Michael Smith met 2-4)
- 2023: Laatste 64 (verloren van Gabriel Clemens met 0-3)
- 2024: Laatste 64 (verloren van Chris Dobey met 2-3)
- 2025: Laatste 96 (verloren van Dylan Slevin met 1-3)

## Trivia
- O'Connor heeft als bijnaam "The Magpie", de Engelse term voor ekster. Zijn vrienden noemden hem zo omdat ze beweerden dat hij geobsedeerd was door glimmende trofeeën.[5] Eksters staan bekend om de drang glimmende dingen te verzamelen.[6]